# Diócesis de Nuevo Laredo
La diócesis de Nuevo Laredo (en latín: Dioecesis Novolaredensis) es una circunscripción eclesiástica de la Iglesia católica en México. Se trata de una diócesis latina, sufragánea de la arquidiócesis de Monterrey. Desde el 11 de septiembre del 2023 se encuentra en sede vacante.

## Territorio y organización
La diócesis tiene 19 378 km² y extiende su jurisdicción sobre los fieles católicos de rito latino residentes en:
- el estado de Tamaulipas en los municipios de: Nuevo Laredo, Guerrero, Mier y Miguel Alemán;
- el estado de Nuevo León en los municipios de: Parás, Vallecillo, Sabinas Hidalgo, Villaldama, Bustamante, Lampazos de Naranjo y Anáhuac.

La sede de la diócesis se encuentra en Nuevo Laredo, en donde se halla la Catedral del Espíritu Santo.
En 2021 en la diócesis existían 43 parroquias.

## Historia
La diócesis fue erigida el 6 de noviembre de 1989 con la bula Quo facilius del papa Juan Pablo II, obteniendo el territorio de la diócesis de Matamoros y de la arquidiócesis de Monterrey.

## Estadísticas
Según el Anuario Pontificio 2022 la diócesis tenía a fines de 2021 un total de 369 830 fieles bautizados.
| Año                                                                             | Población            | Población | Población      | Sacerdotes | Sacerdotes    | Sacerdotes    | Bautizados por sacerdote | Diáconos permanentes | Religiosos | Religiosos | Parroquias |
| Año                                                                             | Bautizados católicos | Total     | % de católicos | Total      | Clero secular | Clero regular | Bautizados por sacerdote | Diáconos permanentes | Varones    | Mujeres    | Parroquias |
| ------------------------------------------------------------------------------- | -------------------- | --------- | -------------- | ---------- | ------------- | ------------- | ------------------------ | -------------------- | ---------- | ---------- | ---------- |
| 1990                                                                            | 794 000              | 810 000   | 98.0           | 31         | 24            | 7             | 25 612                   |                      |            | 65         | 25         |
| 1999                                                                            | 791 800              | 979 500   | 80.8           | 56         | 43            | 13            | 14 139                   | 1                    | 17         | 93         | 32         |
| 2000                                                                            | 792 000              | 979 500   | 80.9           | 53         | 41            | 12            | 14 943                   | 1                    | 17         | 96         | 32         |
| 2001                                                                            | 787 000              | 980 000   | 80.3           | 54         | 39            | 15            | 14 574                   | 1                    | 20         | 96         | 32         |
| 2002                                                                            | 791 000              | 979 600   | 80.7           | 55         | 38            | 17            | 14 381                   | 1                    | 19         | 94         | 34         |
| 2003                                                                            | 791 000              | 979 600   | 80.7           | 56         | 39            | 17            | 14 125                   |                      | 25         | 115        | 34         |
| 2004                                                                            | 791 000              | 976 600   | 81.0           | 62         | 42            | 20            | 12 758                   |                      | 28         | 90         | 34         |
| 2013                                                                            | 884 000              | 1 051 000 | 84.1           | 71         | 52            | 19            | 12 450                   | 8                    | 26         | 87         | 44         |
| 2016                                                                            | 362 010              | 491 420   | 73.7           | 69         | 48            | 21            | 5246                     | 15                   | 25         | 92         | 44         |
| 2019                                                                            | 369 200              | 515 200   | 71.7           | 72         | 51            | 21            | 5127                     | 23                   | 23         | 78         | 42         |
| 2021                                                                            | 369 830              | 529 268   | 69.9           | 67         | 52            | 15            | 5519                     | 20                   | 17         | 77         | 43         |
| Fuente: Catholic-Hierarchy, que a su vez toma los datos del Anuario Pontificio. |                      |           |                |            |               |               |                          |                      |            |            |            |

## Episcopologio
- Ricardo Watty Urquidi, M.Sp.S. † (6 de noviembre de 1989-21 de febrero de 2008 nombrado obispo de Tepic)
- Gustavo Rodríguez Vega (8 de octubre de 2008-1 de junio de 2015 nombrado arzobispo de Yucatán)[nota 1]
- Enrique Sánchez Martínez,(16 de noviembre de 2015- 11 de septiembre de 2023 nombrado obispo de Mexicali)